# William L. Smith
William Loughton Smith, född 1758 i Charleston, South Carolina, död där 19 december 1812, var en amerikansk politiker. Han var ledamot i den första amerikanska kongressen